# William Felix Brantley

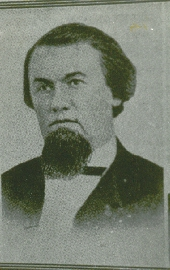
William F. Brantley

William Felix Brantley (* 12. März 1830 im Greene County, Alabama; † 2. November 1870 in Winona, Mississippi) war ein Brigadegeneral der Armee der Konföderierten Staaten von Amerika im Sezessionskrieg.

## Leben
Während seiner Kindheit siedelte die Familie Bratleys nach Mississippi um. Im Jahr 1852 begann er in Greensboro in Mississippi als Anwalt zu arbeiten. 1861 vertrat Bratley Choctaw County auf dem Sezessionskongress des Staates Mississippi.
Nach Ausbruch des Bürgerkrieges wurde William Felix Brantley als Captain der Wigfall Rifles gewählt. Diese Kompanie diente als D-Kompanie erst beim 15., später beim 29. Mississippi-Regiment. Im 29. Mississippi-Regiment wurde Brantley zum Colonel befördert. In dieser Funktion kommandierte er das Regiment in den Schlachten von Murfreesboro, Chickamauga, Chattanooga und während des Atlanta-Feldzuges mit Auszeichnungen. Nach der Verwundung des Kommandeurs der Brigade, Samuel Benton, wurde William Felix Brantley am 26. Juli 1864 zum Brigadegeneral befördert. In dieser Funktion führte er die Brigade bis zur Kapitulation unter Joseph E. Johnston in North Carolina.
Nach dem Krieg war Brantley weiter als Anwalt tätig. Am 2. November 1870 wurde William Felix Brantley in der Nähe von Winona ermordet. Die genauen Todesumstände sind unbekannt, da sein Mörder nie gefasst wurde. Wahrscheinlich wurde er das Opfer eine Fehde.